# Thermodesulfobacterium hydrogeniphilum
Thermodesulfobacterium hydrogeniphilum es una bacteria gramnegativa del género Thermodesulfobacterium. Fue descrita en el año 2002. Su etimología hace referencia a la atracción por el hidrógeno. Es anaerobia estricta, móvil por flagelo polar, quimiolitoautótrofa. Células individuales o en pares. Tamaño de 0,4-0,5 μm de ancho por 0,5-0,8 μm de largo. Temperatura de crecimiento entre 50-80 °C, óptima a 75 °C. Utiliza el azufre como aceptor de electrones en presencia de hidrógeno, que es el donador. Sensible a ampicilina, cloranfenicol y rifampicina. Resistente a tetraciclina, penicilina G, estreptomicina y kanamicina. Tiene un contenido de G+C de 28%. Se ha aislado de una fuente hidrotermal marina a 2.000 metros de profundidad en la cuenca de las Guayamas, en el Golfo de California. 